# 1Lib1Ref

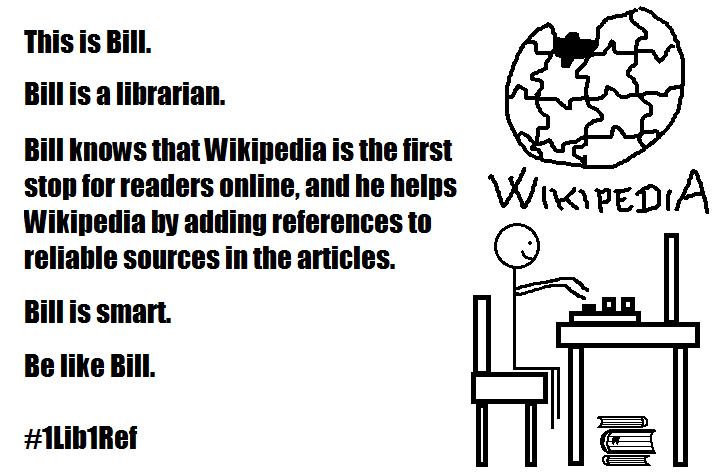
O meme „Fii ca Bill” referitoare la campanie

Titlul corect al articolului este #1Lib1Ref. Omisiunea semnului # este din cauza unor restricții tehnice.
#1Lib1Ref (cunoscut în unele limbi romanice ca #1Bib1Ref) este o campanie Wikipedia care invită fiecare bibliotecar de pe Pământ să participe la proiectul de enciclopedie online, în special să îmbunătățească articolele prin adăugarea de citări.
Prima campanie #1Lib1Ref a coincis cu cea de-a 15-a aniversare de când s-a înființat Wikipedia în ianuarie 2016. Pornind de la lozinca Un bibliotecar, o referință, organizatorii au estimat că, dacă fiecare bibliotecar de pe planetă ar petrece 15 minute adăugând o citare, efortul combinat ar elimina o bună parte din acumularea de 350.000 de notificări „necesită citare” din articolele Wikipedia în limba engleză. Evenimentul de inaugurare care a durat o săptămână, a avut loc în perioada 15-23 ianuarie 2016 și a folosit hashtagul #1lib1ref pe diverse platforme de social media.

## Rezultatele primei campanii
Campania inaugurală s-a încheiat cu 1.232 de revizuiri pe 879 de pagini, de către 327 de utilizatori în 9 limbi, folosind hashtag-ul #1lib1ref în rezumatul editării; cifrele probabil că subestimează impactul general, deoarece mulți participanți au fost observați că au omis hashtagul din rezumatele editării. Pe Twitter, hashtagul #1lib1ref a fost folosit în peste 1.100 de postări de către peste 630 de utilizatori.

## Evenimentele următoare
Campania a fost reluată ca o sărbătorire anuală a zilei de naștere a Wikipedia, extinzându-se într-un eveniment de trei săptămâni în anii următori. Campania 1Lib1Ref face parte din strategia de informare GLAM⁠(d) a Fundației Wikimedia pentru a implica bibliotecarii în îmbunătățirea Wikipedia și a altor proiecte Wikimedia (începând cu planurile din 2022).